# Mahmić Selo
Mahmić Selo falu Bosznia-Hercegovinában, a Bosznia-hercegovinai Föderáció Una-Szanai kantonjában, Bosanska Krupa községben.

## Fekvése
Bosznia-Hercegovina északnyugati részén, Bihácstól légvonalban 25, közúton 38 km-re északkeletre, Bosanska Krupa központjától légvonalban 14, közúton 22 km-re északnyugatra levő dombos, erdős területen, a Konjoderska-patak partján és a környező dombokon fekszik.

## Népessége
| Nemzetiségi csoport | Népesség 1991 | Népesség 2013 |
| ------------------- | ------------- | ------------- |
| Szerb               | 1             | 0             |
| Bosnyák             | 1704          | 1360          |
| Horvát              | 0             | 0             |
| Jugoszláv           | 0             | 0             |
| Egyéb               | 9             | 9             |
| Összesen            | 1714          | 1369          |

## Története
A falu területe már a középkorban is lakott volt. Késő középkori templomának maradványai a Crkvina nevű lelőhelyen találhatók.
A falu nevét alapítójáról, a Bužimból származó Mahmóról kapta. Miután az oszmánok 1576-ban elfoglalták Bužimot, 9 anatóliai származású katona telepedett le ott: Shahin, Chirkin, Sikleuša, Harčeta, Kalauz, Avdija, Pajalin, Kiran és Szelim.
A 19. század elején Mahmo, Pajalin leszármazottja elköltözött Bužimból és a mai Mahmić Selóban telepedett le. Fiának, Dildo Mahmićnak 24 fia és 5 felesége volt. A Mahmić Selóhoz tartozó Mahmićit Mahmóról nevezték el, míg további településrészei, Velići és Pajalići is Pajalin leszármazottainak nevét viseli.
A helyi muszlim közösség első mecsete Hadžićiben, egy Mahmićhoz tartozó faluban épült fel, melyet 1815-ben az érintett falvak együtt építettek. Ennek a mecsetnek ma már nyoma sincs. Helyette Mamić Selo központjában építettek mecsetet. Ennek közvetlen közelében 1960-ban új mecset épült, mely 2001-ig működött. 2001 áprilisában új mecset építése kezdődött meg a településen, melyet 2006. április 29-én nyitottak meg. A helyi muszlim gyülekezetnek 164 háztartása van.

## Nevezetességei
- A középkori település katolikus templomának alapfalai. A maradványok alapján a templom 15 méter hosszúságú és 10 méter széles volt. Tájolása délkelet-északnyugat. Apszisa a délkeleti oldalon volt. A maradványokat a neves bosnyák régész, Branka Raunig azonosította.[4]

- Mahmić Selo mecsete 2001 és 2006 között épült. A mecset minaretjének magassága 37 méter.

- A Selimo Brdo-i mecset építési munkái 1991-ben kezdődtek meg, de a háborús események megszakították őket. Végül 1997. április 19-én nyitották meg. A minaret magassága 41 méter.